# Estadio Alfonso Ríos
El Alfonso Ríos es un estadio multiusos que se encuentra en la ciudad de San Carlos, capital del estado llanero venezolano de Cojedes, tiene una capacidad aproximada para cinco mil espectadores, es usado habitualmente para la práctica de béisbol y softbol.
Se encuentra dentro de la ciudad, o villa, deportiva de esta ciudad, fue utilizado durante los juegos Nacionales "Cojedes 2003", actualmemente, junto con el resto de las instalaciones deportivas construidas o remodeladas para este evento, forma parte de la Universidad Iberoamericana del Deporte, fue nombrado así en honor a un destacado jugador de béisbol de esta región.